# Quadricalcarifera triplagosus
Quadricalcarifera triplagosus är en fjärilsart som beskrevs av Rothschild 1917. Quadricalcarifera triplagosus ingår i släktet Quadricalcarifera och familjen tandspinnare. Inga underarter finns listade.